# Gomarismo

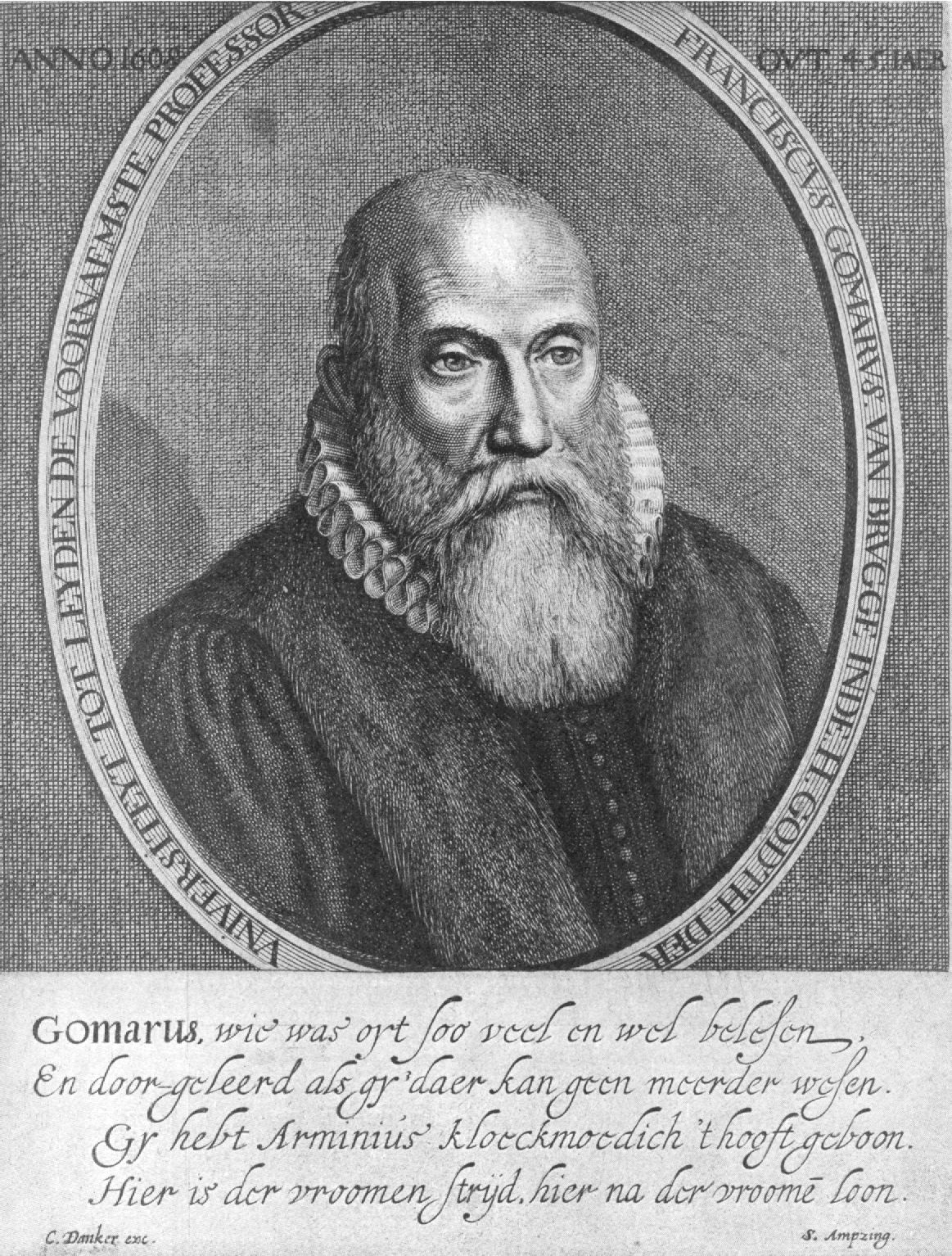
Franciscus Gomarus

Il gomarismo è un sistema teologico interno al calvinismo che si ispira all'insegnamento di Franciscus Gomarus, il quale sosteneva che Dio avesse deciso il destino di ciascun essere umano ancor prima della cacciata di Adamo ed Eva dal Giardino dell'Eden. Questa posizione, detta  supralapsarianista (dal latino supra, "prima" del peccato originale, e lapsus, "caduta"), era intesa a giustificare la natura onnisciente di Dio.
Il Sinodo di Dordrecht, convocato a seguito della frattura causata dalla dottrina arminiana, si concluse con la condanna di quest'ultima e a favore dei gomaristi.